# Oostenrijkse pinscher
De Oostenrijkse pinscher is een hondenras.

## Geschiedenis
Reeds heel vroeg in de geschiedenis is de mens begonnen met een selectie die leidde tot het ontstaan van verschillende rassen. Zo had men ook in West- en Midden-Europa een groep honden die speciaal geschikt was voor het verdelgen van ratten en muizen en tevens als waakhond zijn mannetje stond. Deze honden kwam men vooral tegen op boerderijen. Ze werden Pinschers genoemd. Uit de oorspronkelijke Pinschers ontstonden nog twee andere rassen: de ruwharige Hollandse smoushond en de kortharige Oostenrijkse pinscher. De kortharige Oostenrijkse pinscher staat van alle rassen nog het dichtste bij het oorspronkelijke pinschertype. Ze zijn allemaal gladharig zoals de dwergpinscher en de Duitse pinscher, maar hebben een zwaardere vacht. De Oostenrijkse pinscher is een nog onbedorven hondje, dat pas betrekkelijk kort geleden (1929) werd opgenomen tussen de kynologische erkende rassen, maar als landslag al betrekkelijk oud moet zijn.
In 1970 was het ras zo goed als uitgestorven. Dit omdat er geen Oostenrijker meer met het ras fokte. Door een Nederlands echtpaar is het ras weer uitgegroeid tot nu ongeveer 700 exemplaren, welke vooral leven in landen als Oostenrijk, Italië, Zwitserland, België, Nederland, Denemarken en Duitsland.
Tegenover de Duitse pinscher lijkt hij breder en robuuster.

## Uiterlijk

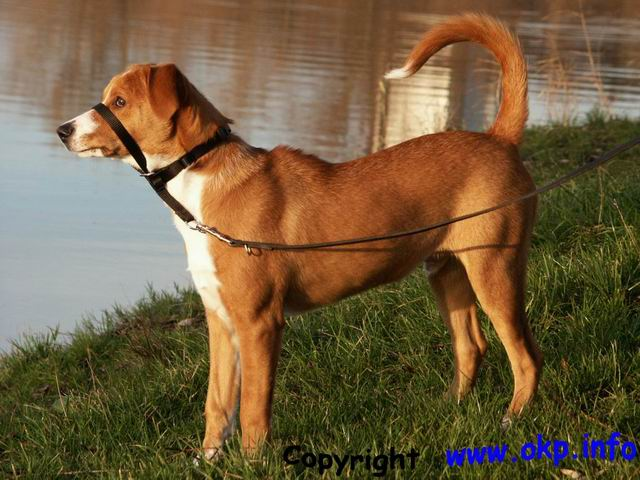

De Oostenrijkse pinscher heeft kort haar dat glad aan het lichaam aanligt. De kleuren zijn afgeleiden van lichtgeel over roodbruin tot zwart. Er bestaan ook gestroomde honden. Witte aftekeningen aan kop, borst, buik en voeten zijn toegestaan. Hij heeft een grote ronde neus. De oren hebben geen speciale vorm en komen dan ook in alle mogelijke varianten voor. Hij heeft een ringelstaart. De pinscher bereikt een schofthoogte van 50 cm.

## Aard
De Oostenrijkse pinscher is een levendige, moedige en trouwe hond, die nogal graag blaft. Hij is waaks en tegenover vreemden wantrouwig. Hij heeft een goed waakinstinct als oorspronkelijk erfwaker.
Affenpinscher ·
Aidi ·
Anatolische herder ·
Appenzeller sennenhond ·
Argentijnse dog ·
Berner sennenhond ·
Bordeauxdog ·
Boxer ·
Broholmer ·
Bullmastiff ·
Ca de Bou ·
Cane corso ·
Cão da Serra da Estrela ·
Cão de Castro Laboreiro ·
Centraal-Aziatische owcharka ·
Cimarrón Uruguayo ·
Ciobanesc Romanesc de Bucovina ·
Deens-Zweedse boerderijhond ·
Dobermann ·
Dogo Canario ·
Duitse dog ·
Duitse pinscher ·
Dwergpinscher ·
Dwergschnauzer ·
Engelse buldog ·
Entlebucher sennenhond ·
Fila brasileiro ·
Grote Zwitserse sennenhond ·
Hollandse smoushond ·
Hovawart ·
Kaukasische owcharka ·
Kraški ovčar ·
Landseer ECT ·
Leonberger ·
Mastiff ·
Mastín del Pirineo ·
Mastín español ·
Mastino napoletano ·
Middenslagschnauzer ·
Newfoundlander ·
Oostenrijkse pinscher ·
Pyrenese berghond ·
Rafeiro do Alentejo ·
Riesenschnauzer ·
Rottweiler ·
Šarplaninac ·
Shar-pei ·
Sint-bernard ·
Tibetaanse mastiff ·
Tornjak ·
Tosa ·
Zwarte Russische terriër